# Тежест на доказване (право)
 Тази статия е за задължение на страна в процеса да предостави доказателства за твърденията си.  За други значения вижте Тежест на доказване.  
Тежест на доказване или доказателствена тежест (лат. onus probandi) е термин, с който се обозначава задължението на страната с отличаващ се възглед по даден въпрос да предостави доказателства, с които да убеди решаващата инстанция в истинността на своите твърдения, и да обори твърденията на ответните страни в спора. С други думи, задължението да се докаже нещо пада върху защитаващия позицията, а не върху страните, отричащи тази позиция или отстояващи други такива.
Фактите в правото могат да се разделят на положителни и отрицателни. Положителните са тези, които са се осъществили. Отрицателните – тези, които не са.
Доказателствената тежест е философска концепция, която освен в правото заема важно място и в науката (вж. научен метод).

## В гражданския процес
Общото правило в гражданското право е, че всяка страна в процеса носи доказателствената тежест за факта, от който извлича изгодни за себе си правни последици, които претендира, че са настъпили. Тази тежест се изразява в правото и задължението на съда да обяви за ненастъпили правните последици, чиито юридически факт не е доказан.

## В наказателния процес
В наказателното право този принцип намира приложение в т.нар. презумпция за невинност, която възлага на обвинението грижата за доказване на вина. По дела от общ характер тежестта на доказване пада върху прокурора, а от частен характер – върху частния тъжител. Обвиняемият не е длъжен да доказва, че е невинен, т.е. да доказва отрицателен факт. Законът забранява да се правят доводи във вреда на обвиняемия поради това, че отказва да дава обяснения или че не е доказал възраженията си.
Причината за регламентираното, легитимно прехвърляне на доказателствената тежест в наказателното право, е че това разместване на тежестта на доказване е в полза на обвиняемия, то му дава „процесуално предимство“ да не се налага да доказва отрицателен факт, т.е. че не е извършил това, в което го обвиняват. Мотивът на законодателя за кредитирането на обвиняемия с такова предимство е концепцията, че ако се допусне грешка в процеса, по-добре е грешката да е в интерес на виновен, който да бъде оневинен, отколкото на невинен човек, който да бъде несправедливо посочен за виновен (принципът „По-добре сто виновни на свобода, отколкото един невинен в затвора“). Разместването на доказателствената тежест в наказателния процес намалява шансовете от грешка в ущърб на хипотетично невинен обвиняем, поради което обвиняемите се освобождават от тежестта да доказват невинността си и не може да се правят изводи в тяхна вреда, когато не са дали обяснения или не са доказали възраженията си, с които се противопоставят на повдигнатото обвинение.